# VfB 1906 Schönebeck
VfB 1906 Schönebeck was een Duitse voetbalclub uit Schönebeck, Saksen-Anhalt. .

## Geschiedenis
De club kwam in 1919 tot stand door een fusie tussen FC Viktoria en SC Germania. Germania had in 1914/15 deelgenomen aan het officeuze kampioenschap van Midden-Elbe en eindigde daar vijfde. Het seizoen werd wegens de Eerste Wereldoorlog niet voltooid. Na de oorlog speelde de fusieclub in de tweede klasse van de Elbecompetitie tot 1923 en daarna terug in de Midden-Elbecompetitie. In 1928 werd de club autoritair kampioen en won 17 van de 18 competitiewedstrijden en promoveerde zo naar de hoogste divisie. Nadat de club twee jaar met de degradatie flirtte eindigde de club in 1931 op een respectabele vijfde plaats. Een jaar later werd de club zelfs derde. Na het seizoen 1932/33 werd de competitie geherstructureerd in heel Duitsland. De Midden-Duitse voetbalbond werd ontbonden en de meer dan 20 competities werden vervangen door de Gauliga Mitte en Gauliga Sachsen. Uit de Midden-Elbecompetitie plaatste de top drie zich. Schönebeck eindigde vierde en ging vanaf 1933/34 in de Bezirksklasse Magdeburg-Anhalt spelen. 
Na een vierde plaats in het eerste seizoen volgde een degradatie. De club kon onmiddellijk terug promoveren, maar in 1938 degradeerde de club definitief. Door de gebeurtenissen in de Tweede Wereldoorlog werd de Gauliga in 1944/45 opgesplitst en mochten ook tweede- en derdeklassers aan de competitie deelnemen waaronder VfB. De competitie werd echter nooit voltooid en het is zelfs niet bekend of er ooit een wedstrijd gespeeld werd.
Na de oorlog werden alle Duitse sportclubs ontbonden, anders als in West-Duitsland werden de Oost-Duitse clubs niet meer heropgericht en kwamen er nieuwe clubs voor in de plaats. 